# Divock Origi
Divock Okoth Origi (Oostende, 18 april 1995) is een Belgisch profvoetballer van Keniaanse afkomst die doorgaans als aanvaller speelt. Hij tekende in juli 2014 bij Liverpool, dat circa €12.500.000,- voor hem betaalde aan Lille OSC en hem gedurende het seizoen 2014/15 op huurbasis bij die club liet spelen. In juli 2022 verhuisde hij transfervrij naar AC Milan, dat hem in seizoen 2023/24 verhuurt aan Nottingham Forest. Origi debuteerde in 2014 in het Belgisch voetbalelftal.

## Carrière

### Jeugd
Origi is de zoon van gewezen voetballer Mike Origi. Hij werd geboren in Oostende, waar zijn vader van 1992 tot 1996 voor KV Oostende voetbalde. Origi begon met voetballen bij KFC De Zwaluw Wiemismeer, dat hij na een jaar verliet voor KRC Harelbeke. In 2001 belandde Origi bij KRC Genk, de voormalige club van zijn vader. Hij maakte er deel uit van een generatie bestaande uit onder meer Anthony Limbombe en Jordy Croux. In 2010 ruilde de toen 15-jarige aanvaller Genk in voor het Franse Lille OSC. In 2012 maakte hij zijn debuut in het tweede elftal van de Franse subtopper, een jaar later ook in het eerste elftal.

### Lille
Op 2 februari 2013 maakte hij onder trainer Rudi Garcia zijn debuut in het eerste elftal van Rijsel. In de competitiewedstrijd tegen Troyes mocht hij invallen bij een 0-1-stand. In de 74e minuut maakte hij zijn eerste doelpunt voor Rijsel en plaatste daarmee de 1-1-eindstand op het scorebord. Een week na zijn opvallende prestatie tegen Troyes mocht de spits ook invallen in de topper tegen Olympique Lyonnais. In totaal zou hij in het seizoen 2012/13 tien keer mogen invallen. Zijn prestaties werden door het bestuur beloond met een contractverlenging tot 2016.
In de zomer van 2013 nam René Girard het roer over. Onder de nieuwe trainer kreeg Origi in bijna elk competitieduel een speelkans. Op 23 maart 2014 startte hij als linksbuiten in de topper tegen AS Monaco. De Monegasken kwamen 1-0 voor, maar speelden uiteindelijk nog 1-1 gelijk na een treffer van Origi. De Keniaanse Belg maakte in het seizoen 2013/14 vijf competitiedoelpunten, waaronder de enige treffer in het openingsduel tegen Lorient.

### Liverpool
Origi tekende in juli 2014 een vijfjarig contract bij Liverpool, dat circa €12.500.000,- voor hem betaalde aan Lille OSC. De Engelse club liet hem gedurende het seizoen 2014/15 op huurbasis bij de Franse club. Origi maakte in 2015 zijn officieuze debuut voor Liverpool, in een oefenwedstrijd in de voorbereiding op het seizoen 2015/16 tegen een all-star team uit Azië. Hij maakte deze wedstrijd zijn eerste doelpunt voor Liverpool. In datzelfde seizoen speelde hij ook een wedstrijd voor Liverpool onder 23. In het seizoen 2017/18 speelde hij op huurbasis voor VfL Wolfsburg om vervolgens weer terug te keren in Liverpool. In het seizoen 2018/19 speelde hij opnieuw een wedstrijd voor het Liverpool onder 23 en ditmaal wist hij een doelpunt te maken.
Op 7 mei 2019 bracht hij Anfield Road in extase door twee keer te scoren in de terugwedstrijd van de halve finale van de UEFA Champions League tegen FC Barcelona. Origi droeg zo bij aan de 4-0-zege van 'The Reds' die op die manier een 3-0-nederlaag uit de heenwedstrijd ongedaan maakten en zich kwalificeerden voor de finale. Origi scoorde ook in de 82e minuut van de finale tijdens de UEFA Champions League tegen Tottenham Hotspur, dat Liverpool won met 0-2.
Origi speelde in 175 officiële duels voor The Reds, waarin hij 41 keer scoorde.

### AC Milan
Divock Origi tekende in juli 2022 een vierjarig contract bij AC Milan, dat hem transfervrij overnam van Liverpool. Bij AC Milan werd hij ploegmaat van landgenoot Alexis Saelemaekers. Hij moest er de concurrentie aangaan met clublegende Zlatan Ibrahimovic, Olivier Giroud en Ante Rebic.
Op 13 augustus, de eerste speeldag van de Serie A, debuteerde Origi tegen Udinese. Hij mocht zes minuten voor tijd invallen voor Rafael Leão. De wedstrijd was toen al beslist. Milan won met 4-2. De Ketelaere was de 999ste speler die ooit het veld betrad bij de Rossoneri, Origi de duizendste. Gaandeweg kreeg hij langere invalbeurten zonder grote impact. Zijn eerste basisplaats kreeg Origi op 22 oktober 2022 tegen Monza. Origi bedankte zijn coach Stefano Pioli meteen met een assist en een knap doelpunt. Hij had hiermee een groot aandeel in de 4-1-zege. Origi kwam bij Milan 36 op het veld, waarin hij goed was voor twee goals en twee assists. Coach Stefano Pioli rekende niet meer op hem waardoor Origi andere oorden mocht opzoeken.

#### Verhuur aan Nottingham Forest
Op 1 september 2023 werd Origi voor een jaar verhuurd aan de Engelse Premier League club Nottingham Forest, met optie tot aankoop. Bij Milan rekenden ze niet meer op hem.
Bij Nottingham werd hij vooral ingezet als invaller. Hij was goed voor een assist in de Premier League, en een doelpunt in de FA Cup. In totaal speelde hij in 22 wedstrijden mee. De koopoptie in zijn contract werd dus niet verzilverd.

## Clubstatistieken
| Seizoen     | Club        | Competitie     | Competitie | Competitie | Competitie | Beker | Beker | Beker | Europa | Europa | Europa | Totaal | Totaal | Totaal |
| Seizoen     | Club        | Competitie     | Wed.       | Dlp.       | Ass.       | Wed.  | Dlp.  | Ass.  | Wed.   | Dlp.   | Ass.   | Wed.   | Dlp.   | Ass.   |
| ----------- | ----------- | -------------- | ---------- | ---------- | ---------- | ----- | ----- | ----- | ------ | ------ | ------ | ------ | ------ | ------ |
| 2012/13     | Lille OSC   | Ligue 1        | 10         | 1          | 0          | 0     | 0     | 0     | —      | —      | —      | 10     | 1      | 0      |
| 2013/14     | Lille OSC   | Ligue 1        | 30         | 5          | 0          | 5     | 1     | 1     | —      | —      | —      | 35     | 6      | 1      |
| 2014/15     | → Lille OSC | Ligue 1        | 33         | 8          | 4          | 3     | 0     | 0     | 8      | 1      | 0      | 44     | 9      | 4      |
| Club Totaal | Club Totaal | Club Totaal    | 73         | 14         | 4          | 8     | 1     | 1     | 8      | 1      | 0      | 89     | 16     | 5      |
| 2015/16     | Liverpool   | Premier League | 17         | 5          | 1          | 5     | 3     | 0     | 12     | 2      | 2      | 34     | 10     | 3      |
| 2016/17     | Liverpool   | Premier League | 34         | 7          | 4          | 9     | 4     | 0     | —      | —      | —      | 43     | 11     | 4      |
| 2017/18     | Liverpool   | Premier League | 1          | 0          | 0          | 0     | 0     | 0     | 0      | 0      | 0      | 1      | 0      | 0      |
| Club Totaal | Club Totaal | Club Totaal    | 52         | 12         | 5          | 14    | 7     | 0     | 12     | 2      | 2      | 78     | 21     | 7      |
| 2017/18     | → Wolfsburg | Bundesliga     | 33         | 7          | 3          | 3     | 0     | 0     | —      | —      | —      | 36     | 7      | 3      |
| Club Totaal | Club Totaal | Club Totaal    | 33         | 7          | 3          | 3     | 0     | 0     | 0      | 0      | 0      | 36     | 7      | 3      |
| 2018/19     | Liverpool   | Premier League | 12         | 3          | 1          | 1     | 1     | 0     | 8      | 3      | 0      | 21     | 7      | 1      |
| 2019/20     | Liverpool   | Premier League | 28         | 4          | 3          | 5     | 2     | 1     | 9      | 0      | 0      | 42     | 6      | 4      |
| 2020/21     | Liverpool   | Premier League | 9          | 0          | 0          | 4     | 1     | 1     | 4      | 0      | 1      | 17     | 1      | 2      |
| 2021/22     | Liverpool   | Premier League | 7          | 3          | 1          | 4     | 2     | 2     | 7      | 1      | 1      | 18     | 6      | 4      |
| Club Totaal | Club Totaal | Club Totaal    | 107        | 22         | 10         | 28    | 13    | 4     | 40     | 6      | 4      | 175    | 41     | 18     |
| 2022/23     | AC Milan    | Serie A        | 6          | 1          | 1          | 0     | 0     | 0     | 4      | 0      | 0      | 10     | 1      | 1      |
| Club Totaal | Club Totaal | Club Totaal    | 6          | 1          | 1          | 0     | 0     | 0     | 4      | 0      | 0      | 10     | 1      | 1      |
| TOTAAL      | TOTAAL      | TOTAAL         | 219        | 44         | 18         | 39    | 14    | 5     | 52     | 7      | 4      | 310    | 65     | 27     |

## Interlandcarrière
Origi werd ook geselecteerd als Belgisch jeugdinternational voor België -17. Daar debuteerde hij op 25 oktober 2011 in de wedstrijd tegen Oekraïne -17. Daarvoor speelde hij ook al voor België -15 en België -16. In 2013 maakte hij de overstap naar België -19, waarvoor hij 19 interlands speelde en 10 doelpunten maakte.
Op 5 maart 2014 debuteerde hij voor België -21 in de EK-kwalificatiewedstrijd tegen Servië -21. Hij viel na 67 minuten in voor Yannick Ferreira-Carrasco. Het beloftenelftal van bondscoach Johan Walem verloor de belangrijke kwalificatiewedstrijd met 0-3 op Den Dreef na onder meer twee doelpunten van Aleksandar Mitrović. Origi werd ook opgeroepen voor de Keniaanse nationale ploeg, maar koos voor België.

#### WK 2014 Brazilië
Op 13 mei 2014 maakte bondscoach Marc Wilmots bekend dat hij tot de definitieve selectie van de Rode Duivels voor het WK 2014 in Brazilië behoorde. Op 26 mei maakte hij in een vriendschappelijk duel tegen Luxemburg zijn debuut voor de nationale ploeg. Hij mocht na 61 minuten invallen voor Romelu Lukaku. De wedstrijd werd echter niet erkend door de FIFA omdat België te veel wisselde. Daardoor maakte Origi zijn officiële debuut pas op 1 juni 2014. Toen mocht hij tegen Zweden na 74 minuten invallen voor Lukaku. In de derde oefenwedstrijd tegen Tunesië, ter voorbereiding op het WK, stond hij in de basiself.
Tijdens de tweede groepswedstrijd tegen Rusland van het WK viel Origi opnieuw in voor Lukaku. In dat duel maakte hij in de 88e minuut het beslissende doelpunt van de wedstrijd (1-0). Met dit doelpunt werd Origi de zevende jongste speler ooit die een doelpunt op een WK wist te maken.
In oktober 2014 scoorde Origi al zijn tweede interlanddoelpunt in de EK-kwalificatiewedstrijd tegen Andorra.

#### EK 2016 Frankrijk
Twee jaar na zijn debuut bij de Duivels mocht Origi opnieuw deel uitmaken van de selectie voor het EK 2016. Ditmaal moest hij wel concurreren met 3 andere spitsen. Hij mocht twee keer invallen, in de poulewedstrijden tegen Italië en Zweden. De overige drie wedstrijden bleef Origi op de bank.
| Interlands van Divock Origi voor België | Interlands van Divock Origi voor België | Interlands van Divock Origi voor België | Interlands van Divock Origi voor België | Interlands van Divock Origi voor België | Interlands van Divock Origi voor België |
| №                                       | Datum                                   | Wedstrijd                               | Uitslag                                 | Competitie                              | Goals                                   |
| Als speler van Lille OSC                | Als speler van Lille OSC                | Als speler van Lille OSC                | Als speler van Lille OSC                | Als speler van Lille OSC                | Als speler van Lille OSC                |
| --------------------------------------- | --------------------------------------- | --------------------------------------- | --------------------------------------- | --------------------------------------- | --------------------------------------- |
| 1.                                      | 26 mei 2014                             | België – Luxemburg                      | 5 – 1                                   | Vriendschappelijk                       | -                                       |
| 2.                                      | 1 juni 2014                             | Zweden – België                         | 0 – 2                                   | Vriendschappelijk                       | -                                       |
| 3.                                      | 7 juni 2014                             | België – Tunesië                        | 1 – 0                                   | Vriendschappelijk                       | -                                       |
| 4.                                      | 17 juni 2014                            | België – Algerije                       | 1 – 2                                   | WK 2014 groepsfase                      | -                                       |
| 5.                                      | 22 juni 2014                            | België – Rusland                        | 1 – 0                                   | WK 2014 groepsfase                      | 88'                                     |
| 6.                                      | 26 juni 2014                            | Zuid-Korea – België                     | 0 – 1                                   | WK 2014 groepsfase                      | -                                       |
| 7.                                      | 1 juli 2014                             | België – Verenigde Staten               | 2 – 1                                   | WK 2014 achtste finale                  | -                                       |
| 8.                                      | 5 juli 2014                             | Argentinië – België                     | 1 – 0                                   | WK 2014 kwartfinale                     | -                                       |
| 9.                                      | 4 september 2014                        | België – Australië                      | 2 – 0                                   | Vriendschappelijk                       | -                                       |
| 10.                                     | 10 oktober 2014                         | België – Andorra                        | 6 – 0                                   | EK-kwalificatie 2016                    | 59'                                     |
| 11.                                     | 13 oktober 2014                         | Bosnië en Herzegovina – België          | 1 – 1                                   | EK-kwalificatie 2016                    | -                                       |
| 12.                                     | 12 november 2014                        | België – IJsland                        | 3 – 1                                   | Vriendschappelijk                       | 62'                                     |
| 13.                                     | 16 november 2014                        | België – Wales                          | 0 – 0                                   | EK-kwalificatie 2016                    | -                                       |
| 14.                                     | 31 maart 2015                           | Israël – België                         | 0 – 1                                   | EK-kwalificatie 2016                    | -                                       |
| Als speler van Liverpool FC             |                                         |                                         |                                         |                                         |                                         |
| 15.                                     | 3 september 2015                        | België – Bosnië en Herzegovina          | 3 – 1                                   | EK-kwalificatie 2016                    | -                                       |
| 16.                                     | 6 september 2015                        | Cyprus – België                         | 0 – 1                                   | EK-kwalificatie 2016                    | -                                       |
| 17.                                     | 13 oktober 2015                         | België – Israël                         | 3 – 1                                   | EK-kwalificatie 2016                    | -                                       |
| 18.                                     | 28 mei 2016                             | Zwitserland – België                    | 1 – 2                                   | Vriendschappelijk                       | -                                       |
| 19.                                     | 1 juni 2016                             | België – Finland                        | 1 – 1                                   | Vriendschappelijk                       | -                                       |
| 20.                                     | 5 juni 2016                             | België – Noorwegen                      | 3 – 2                                   | -                                       |                                         |
| 21.                                     | 13 juni 2016                            | België – Italië                         | 0 – 2                                   | EK 2016 groepsfase                      | -                                       |
| 22.                                     | 22 juni 2016                            | Zweden – België                         | 0 – 1                                   | EK 2016 groepsfase                      | -                                       |
| 23.                                     | 1 september 2016                        | België – Spanje                         | 0 – 2                                   | Vriendschappelijk                       | -                                       |
| Als speler van VfL Wolfsburg            |                                         |                                         |                                         |                                         |                                         |
| 24.                                     | 10 november 2017                        | België – Mexico                         | 3 – 3                                   | Vriendschappelijk                       | -                                       |
| 25.                                     | 14 november 2017                        | België – Japan                          | 1 – 0                                   | Vriendschappelijk                       | -                                       |
| Als speler van Liverpool FC             |                                         |                                         |                                         |                                         |                                         |
| 26.                                     | 18 november 2018                        | Zwitserland – België                    | 5 – 2                                   | UEFA Nations League 2018/19             | -                                       |
| 27.                                     | 6 september 2019                        | San Marino – België                     | 0 – 4                                   | EK 2020 kwalificatie                    | -                                       |
| 28.                                     | 19 november 2019                        | België – Cyprus                         | 6 – 1                                   | EK 2020 kwalificatie                    | -                                       |
| 29.                                     | 8 oktober 2020                          | België – Ivoorkust                      | 1 – 1                                   | Vriendschappelijk                       | -                                       |
| 30.                                     | 13 november 2021                        | België - Estland                        | 3 – 1                                   | Kwalificatie WK 2022                    | -                                       |
| 31.                                     | 16 november 2021                        | Wales - België                          | 1 – 1                                   | Kwalificatie WK 2022                    | -                                       |
| 32.                                     | 29 maart 2022                           | België – Burkina Faso                   | 3 – 0                                   | Vriendschappelijk                       | -                                       |
| Totaal                                  | Totaal                                  | Totaal                                  | Totaal                                  | Totaal                                  | 3                                       |

Bijgewerkt t/m 29 maart 2022

### Jeugdselecties
| Nationale ploeg | Wed. | Goals |
| --------------- | ---- | ----- |
| België -15      | 2    | 0     |
| België -16      | 9    | 1     |
| België -17      | 1    | 0     |
| België -19      | 19   | 10    |
| België -21      | 1    | 0     |
| Totaal          | 32   | 11    |

## Erelijst
Liverpool
- FIFA Club World Cup: 2019
- UEFA Champions League: 2018/19
- UEFA Super Cup: 2019
- Premier League: 2019/20
- EFL Cup: 2021/22
- FA Cup: 2021/22

Individueel
- Sportbelofte van het Jaar: 2014

## Trivia
- Op 17 juni 2014 speelde Origi zijn eerste wedstrijd op een WK. Hiermee is hij tot op heden de jongste speler die dit ooit voor België deed. Hij was bij zijn debuut 19 jaar en 60 dagen oud. Origi scherpte zo het record van Émile Mpenza als jongste WK-debutant aan.[12]
- Origi komt uit een voetbalfamilie. Zijn vader Mike Origi en zijn ooms Austin Oduor, Gerald en Anthony Origi waren ook profvoetballers. Zijn neef Arnold Origi is doelman van het nationaal elftal van Kenia.